# キリストの血を受ける聖フランチェスコ
『キリストの血を受ける聖フランチェスコ』(キリストのちをうけるせいフランチェスコ、伊: Sangue di Cristo raccolto da san Francesco, 英: Saint Francis with the Blood of Christ) は、カルロ・クリヴェッリにより1490-1495年ごろに制作されたテンペラと金による板絵である。右下に「OPUS CAROLI CRIVELLI VENETI/ MILES VSaint Francis with the Blood of ChirstERUS」と署名があり、裏側には紋章がある。現在、ミラノのポルディ・ペッツォーリ美術館に所蔵されている。
絵画は、アッシジのフランチェスコ（彼の聖痕が見える）がキリストの鞭打ちと受難に由来する柱、縄、酢に浸したスポンジの付いた棒を傍らに、杯でキリストの脇腹から流れる血を受けているところを表している。キリスト自身は十字架を持っており、十字架からは他の受難の道具（いばらの冠、鞭、釘）が下がっている。主題は絵画では珍しいもので、主にジョヴァンニ・ベッリーニの『贖い主の血』（ナショナルギャラリー、ロンドン） やカルパッチョの『四天使の間のキリスト』（ウーディネ）などのヴェネト地方の作品に登場する。聖フランチェスコを主な登場人物としていることにより、クリヴェッリのテーマの扱いはジャコモ・デッラ・マルカのアイデアとは異なっており、未知の注文主によって提供された非常に稀で、個人的なアイデアを表している。
サイズはわずか20 cm x 16.3 cmで、おそらくフランシスコ会の修道士の私的な祈祷のためのものであり、絵画の注文主はわかっていない。カンヴァスを支えるヒンジの痕跡は、かつては蓋があったことを示唆しているが、最近の修復では、後に上塗りした下地から画家の署名が明らかになった。「MILES」という名称の使用は、画家がアラゴンのフェルディナンド２世によりその名称を与えられた1490年以降のものであることを意味している。